# Шаришки замак
49° 03′ 17″ N 21° 10′ 40″ E / 49.05472° С; 21.17778° И
Шаришски замак (слч. Šarišský hrad) је замак у Словачкој, која се налази око 7km северозападно од Прешова на североистоку земље. Представља један од највећих и најстаријих замкова у Словачкој, а по њему се цела та област звала Шариш.
Подигнут је на врху заравњеног издуженог купастог брда висине око 570 метара и прати његове контуре тако да основу замка представља веома издужени елипсоид (око 280m са око 90m) у чијем се средишту налази правоугаона цитадела са квадратним донжоном који и даље доминира околином. Простор замка је био насељен још у неолиту и као насеље је опстао до IV века н. е. Потом се ново насеље развило у X веку и трајало је до XII века, да би коначно у XIII веку била подигнут замак у готском стилу, чији се остаци и данас виде. Током XV и XVI века је дограђиван, али бива разорен пожаром 1687. године, након чега више није обнављан и препуштен је зубу времена.
Данас су остаци замка већином порушени, осим остатака монументалних кула и капија који су већим делом опстали. Његово некадашње подхрађе које се налазило у подножју брда се развило у насеље под именом Велики Шариш (слч. Veľký Šariš).